# Tetrastigma quadridens
Tetrastigma quadridens är en vinväxtart som beskrevs av Jules Émile Planchon. Tetrastigma quadridens ingår i släktet Tetrastigma och familjen vinväxter. Inga underarter finns listade i Catalogue of Life.